# تقسية سطحية

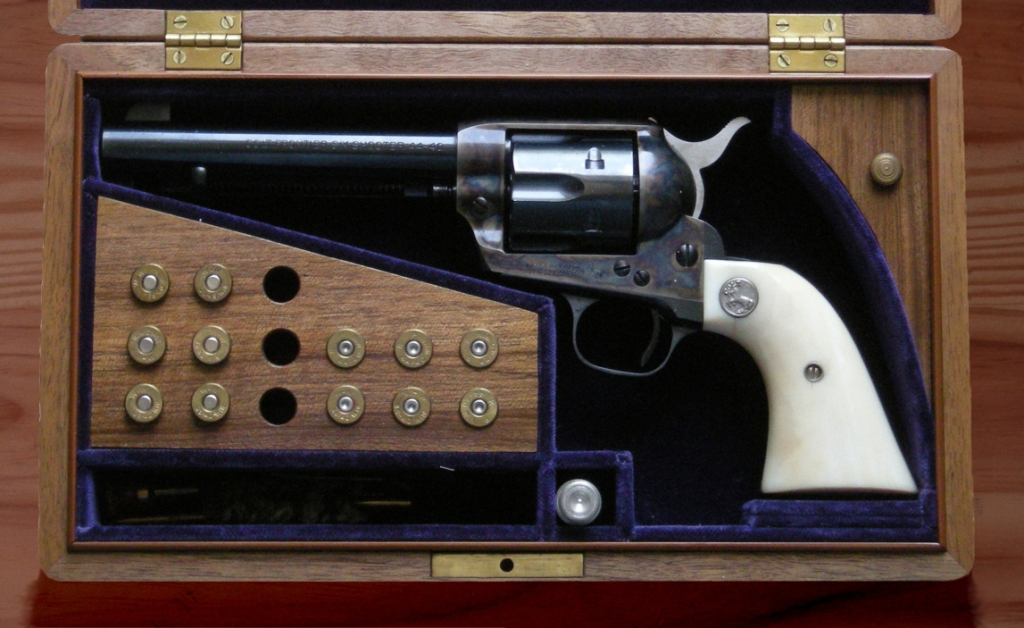

 التقسية السطحية  (بالإنجليزية: surface hardening)‏ هي عملية تقسية لسطح المعدن، غالبا ما تكون لسبائك الصلب منخفض الكربون، عن طريق إشباع سطح المعدن ببعض العناصر السبائكية، وتشكيل طبقة رقيقة ذات صلادة أعلى. تتم التقسية السطحية عادة بعد تكون القطعة المراد تقسيتها، قد تشكّلت في شكلها النهائي.

## التاريخ
في السابق، كان هناك نوعان من المنتجات الحديدية، الحديد المطاوع وهو ذو محتوى كربون منخفض جداً، والآخر ذو محتوى عالي من الكربون وهو الحديد الزهر. المحتوى العالي من الكربون، يتسبب في جعل المعدن ذو قابلية ضعيفة لامتصاص الصدمات وأكثر قابلية للكسر عند الطرق عليه. أما الحديد المطاوع، الذي يكاد لا يحتوي على الكربون، فهو مرن جداً وصلادته ضعيفة للغاية.
تقوم فكرة التقسية السطحية على غمر الحديد منخفضة الكربون داخل وعاء به مادة بها نسبة عالية من الكربون، ثم التسخين لإعطاء الكربون طاقة حرارية تساعده على الانتقال إلى سطح الحديد. تشكل هذه العملية طبقة رقيقة من الصلب عالي الكربون على السطح، مع تناقص محتوى الكربون تدريجيا كلما إقتربنا من قلب القطعة. وبذلك تصبح القطعة أكثر قدرة على تحمل الصدمات من الصلب منخفض الكربون، مع سطح خارجي من الصلب عالي الكربون أكثر صلادة ومقاومة للبلي.
قديماً، كانت العملية تتم بخلط مزيج من العظم والفحم النباتي والجلد والحوافر والملح البول معاً في صندوق محكم الغلق. ثم يتم تسخين هذه المجموعة إلى درجة حرارة عالية أقل درجة انصهار الحديد لفترة من الزمن. وكلما طالت الفترة، زاد تعمق وانتشار الكربون داخل القطعة.
تختلف الأعماق المطلوبة حسب الأغراض المختلفة، فمثلاً الحاجة إلى الأدوات الحادة تتطلب تقسية سطحية عميقة لكي يمكن تجليخها وإعادة شحذها دون الوصول إلى قلب المعدن اللين، بينما قطع غيار الآلات مثل التروس قد تحتاج فقط لتقسية سطحية لمقاومة البلي.
التقنيات الحديثة للتقسية الحديثة، تمكنت من الحصول على صلب متجانس متدرج بانتظام في محتوى الكربون من الأعلى إلى الأقل كلما إقتربنا من قلب المعدن. ومع ذلك، فإنه أحياناً ما تكون التقسية السطحية الغير متجانسة مرغوبة، لأنها قد تجمع بين أقصى صلادة وأقصى قدرة على تحمل الصدمات، وهو ما لا يمكن الحصول عليه بسهولة في السبائك المتجانسة. 

## التفاعل
الكربون مادة صلبة وثابت.ولكي ينتقل لسطح المعدن، فإنه ينتقل في صورة غاز أول أكسيد الكربون، الذي يتكون بتفاعل الأكسجين الموجود في الصندوق محكم الغلق مع الفحم عند التسخين. يتم هذا التفاعل مع الكربون النقي (في صورته كعنصر)، ولكن ببطء شديد. يقوم الأكسجين بدور الحامل للكربون في هذه العملية، حيث يحمله في صورة أول أكسيد الكربون ثم يتفاعل مع سطح المعدن فيندمج الكربون ويعود الأكسجين للتفاعل مع الفحم لينقله إلى سطح المعدن، وهكذا في دورة مغلقة. وإحكام الغلق أمر ضروري لوقف تسرب أول أكسيد الكربون، ولمنعه من التأكسد والتحول إلى ثاني أكسيد الكربون في حالة تفاعله مع كمية إضافية من أكسجين الهواء الجوي.
يضاف كربونات الباريوم كعامل مساعد للتفاعل، ليسرع من تكوين أول أكسيد الكربون كالآتي :

## استخدامها الآن
تستخدم التقسية السطحية لكل من الصلب الكربوني والصلب السبائكي. الصلب الكربوني منخفض الكربون عادة ما يحتوي على أقل من 0.3 % كربون، مما يجعل قابليته للتصلد ضعيفة، لذا يعالج السطح كيميائياً لزيادة صلادته. تتم التقسية السطحية بانتشار الكربون (الكربدة) أو النيتروجين (النتردة) أو البورون (البرمدة) في الطبقة الخارجية للصلب في درجات حرارة مرتفعة، ومن ثم معالجة حرارة الطبقة السطحية للحصول على الصلادة المطلوب.
تماماً كالطريقة القديمة، يتم وضع قطعة الصلب داخل صندوق محكم معبأ بمادة غنية بالكربون. يوضع الصندوق داخل فرن ساخن لفترات متغيرة من الزمن. يتغير الوقت ودرجة الحرارة حسب العمق المطلوب. ومع ذلك، فللكربون حد أقصى للتعمق في السطح في هذه الطريقة هو حوالي 1.5 مم. كما تستخدم تقنيات أخرى حديثة للكربدة، مثل التسخين في وسط جوي غني بالكربون. قد تستخدم طريقة أخرى لتقسية أسطح القطع الصغيرة عن طريق تسخينها بالشعلة مرات متعددة وغمرها في وسط غني بالكربون.

## طرق التقسية السطحية

### التقسية باللهب
التقسية باللهب هي العملية التي يتم فيها تسخين سطح الصلب لدرجات حرارة عالية (عن طريق التسخين المباشر على السطح باللهب) ثم التبريد بسرعة الماء، وهذا يكوّن طبقة من المارتنسيت، ولكنها تتطلب وجود نسبة كربون بين (0.4-0.6 %) في الصلب.
تستخدم هذه التقنية لتقسية التروس الميكانيكية، حيث هناك حاجة لتقسية السطح ليقاوم البلي، مع الاحتفاظ بالقلب مرناً لمقاومة الصدمات والكسر.

### الكربنة
الكربنة أو الكربدة هي العملية المستخدمة لتقسية أسطح الصلب الكربوني الذي يحتوي على نسبة كربون بين 0.1 و 0.3 %. في هذه الطريقة، توضع القطعة في وسط غني بالكربون ودرجات حرارة مرتفعة لفترة معينة من الزمن، ثم تغمر في الماء.
الكربنة عملية انتشار للكربون يمكن السيطرة عليها، لذا كلما طالت فترة وجودها في الوسط الغني بالكربون، كلما زاد تغلغل الكربون وزاد محتوى الكربون في السطح. يمكن أن يكون الوسط الغني بالكربون إما صلب أو سائل أو غاز.

### النتردة
النتردة تتم بتسخين الصلب إلى درجة حرارة بين 480-620 درجة مئوية في وسط غازي من النشادر لتتفكك النشادر. وحسب الوقت الذي تقضيه القطعة في هذا الوسط، يتحدد عمق التقسية. التقسية في هذه الطريقة تتم بتكون نيتريدات مع العناصر السبائكية في الصلب مثل الكروم الموليبدينوم والألومنيوم. وميزة هذه العملية هي أن التشوه الناتج عنها قليل.

### السيندة
السيندة عملية تقسية سطحية سريعة وذات كفاءة عالية، وهي تستخدم أساساً لتقسية أسطح الصلب منخفض الكربون. تسخن القطعة إلى 870-950 درجة مئوية في حمام من سيانيد الصوديوم، ثم تغمر وتشطف في ماء أو زيت، لإزالة أي بقايا للسيانيد. تنتج هذه العملية طبقة رقيقة أصلد من تلك التي تنتجها الكربدة، وتتم خلال 20 إلى 30 دقيقة مقارنة بعدة ساعات للكربدة، مما يقلل من فرصة حدوث تشوهات. وعادة ما تستخدم للأجزاء الصغيرة مثل البراغي والصواميل والمسامير والتروس الصغيرة. العيب الرئيسي لهذه الطريقة هو أن أملاح السيانيد سامة.

### الكربونتردة
الكربونتردة تشبه السيندة باستثناء وجود وسط غازي من النشادر والهيدروكربونات يستخدم بدلاً من سيانيد الصوديوم. إذا كانت القطعة ستغمر في الماء أو الزيت، يتم تسخينها إلى 775-885 درجة مئوية، وإذا كانت لن تغمر في الماء أو الزيت، سيتم تسخينها إلى 650-790 درجة مئوية.

### كربونيتردة الفيريت
عند كربونتردة الفريت، ينتشر النيتروجين والكربون في سطح القطعة عند درجات حرارة أقل من 650 درجة مئوية. عند هذا المدى الحراري يكون الطور المستقر في البنية الداخلية للصلب هو الفيريت، ولا يتحول إلى طور الأوستنيت، لذا يطلق عليها هذا الاسم.

## وصلات خارجية
- التقسية السحطية
- التقسية السطحية للصلب
- التقسية السطحية للصلب والحديد
- "MIL-S-6090A, المواصفة العسكرية: عمليات كربنة ونتردة الصلب المستخدمة في صناعة الطائرات". إدارة الدفاع الأمريكية. 7 يونيو 1971. مؤرشف من الأصل (PDF) في 2019-12-15.

## اقرأ أيضا
- سومكو شركة يابانية